# Mary Lou Retton
Mary Lou Retton, née le 24 janvier 1968 à Fairmont, est une ancienne gymnaste américaine.

## Biographie
Son choix de la gymnastique est dû en grande partie à Nadia Comăneci. Les exploits de celle-ci lors des Jeux olympiques de 1976 à Montréal l'inspirèrent et la conduisirent au club local de gymnastique. Elle rejoint ensuite Houston pour s'entraîner sous les ordres de l'ancien coach de Comaneci, Béla Károlyi et sa femme Marta.
Elle commence à se faire connaître sur la scène américaine en 1983 mais manque les championnats du monde en raison d'une blessure au poignet.

Rencontre avec Ronald Reagan, en 1984.

L'année suivante, elle remporte le titre américain et la sélection américaine pour les Jeux olympiques de 1984 de Los Angeles. Cette édition est privée des gymnastes soviétiques en raison du boycott de l'URSS. L'autre grande nation féminine de la gymnastique, la Roumanie, est toutefois présente, avec comme principale concurrente Ecaterina Szabó.
Les épreuves commencent par le concours par équipe où les Roumaines remportent le titre devant les Américaines. À l'issue de ce concours, dont les notes sont comptabilisées pour le concours général, Retton précède la Roumaine par 15 centièmes. Après les deux premières rotations aux agrès, la situation s'est inversée.
Mais lors des deux dernières rotations, l'Américaine obtient la note maximale de 10 au sol et au saut de cheval ce qui lui octroie la médaille d'or pour 5 centièmes.
Les épreuves par appareil sont par contre à l'avantage de la Roumaine qui obtient trois médailles d'or, l'Américaine obtenant pour sa part une médaille d'argent au saut de cheval et deux médailles de bronze.

## Palmarès

### Jeux olympiques
- Los Angeles 1984
  -  Médaille d'or au concours général
  -  Médaille d'argent au concours par équipes
  -  Médaille d'argent au saut de cheval
  -  Médaille de bronze au sol
  -  Médaille de bronze au barres asymétriques

### American Cup
- American Cup 1983 :
  -  1re au concours général

- American Cup 1984 :
  -  1re au concours général

- American Cup 1985 :
  -  1re au concours général

## Filmographie

### Télévision

#### Séries télévisées
- 1993 : Alerte à Malibu (Baywatch) : elle-même (saison 4, épisode 11, Les Enfants de Neptune)